# 三白眼
三白眼是指眼睛的虹膜部份比較小，眼白的面積比較大，所以眼球的虹膜除了左右兩側有眼白之外，上方或下方也露出眼白。虹膜偏上者（即露出下眼白）稱為下三白，反之稱為上三白，不過上三白比較罕見。

## 外部連結
- . 富說網.   [2019-05-26]. （原始内容存档于2019-08-22） （中文（臺灣））.